# Menneus camelus
Espèce
Menneus camelus est une espèce d'araignées aranéomorphes de la famille des Deinopidae.

## Distribution
Cette espèce vit surtout en Afrique du Sud, mais on peut l'observer aussi au Zimbabwe et au Mozambique

## Description
Le mâle décrit par Coddington, Kuntner et Opell en 2012 mesure 8,5 mm et la femelle 14,0 mm. Les mâles mesurent de 7,2 à 9,5 mm et les femelles de 7,7 à 19,5 mm.

## Publication originale
- Pocock, 1902 : Some new African spiders. Annals and Magazine of Natural History, sér. 7, vol. 10, p. 315-330 (texte intégral).